# 1854 Skvortsov
1854 Skvortsov је астероид главног астероидног појаса чија средња удаљеност од Сунца износи 2,538 астрономских јединица (АЈ).
Апсолутна магнитуда астероида је 12,3.